# Molteno (Italië)
Molteno is een gemeente in de Italiaanse provincie Lecco (regio Lombardije) en telt 3206 inwoners (31-12-2004). De oppervlakte bedraagt 3,2 km², de bevolkingsdichtheid is 1031 inwoners per km².
De volgende frazioni (deelgemeenten, wijken) maken deel uit van de gemeente: Gaesso, Molino, Luzzana, Raviola, Pascolo, Coroldo.

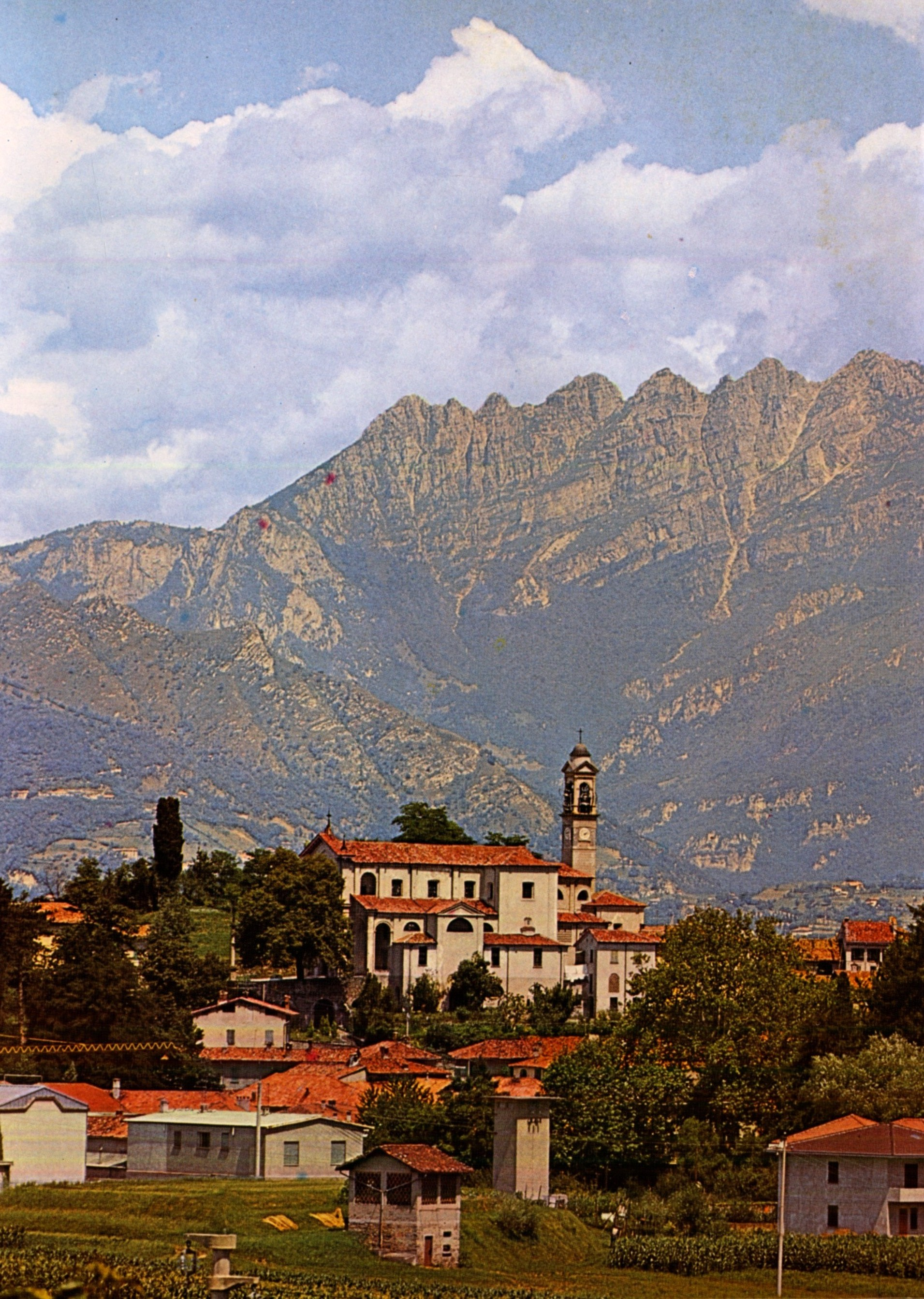
Molteno
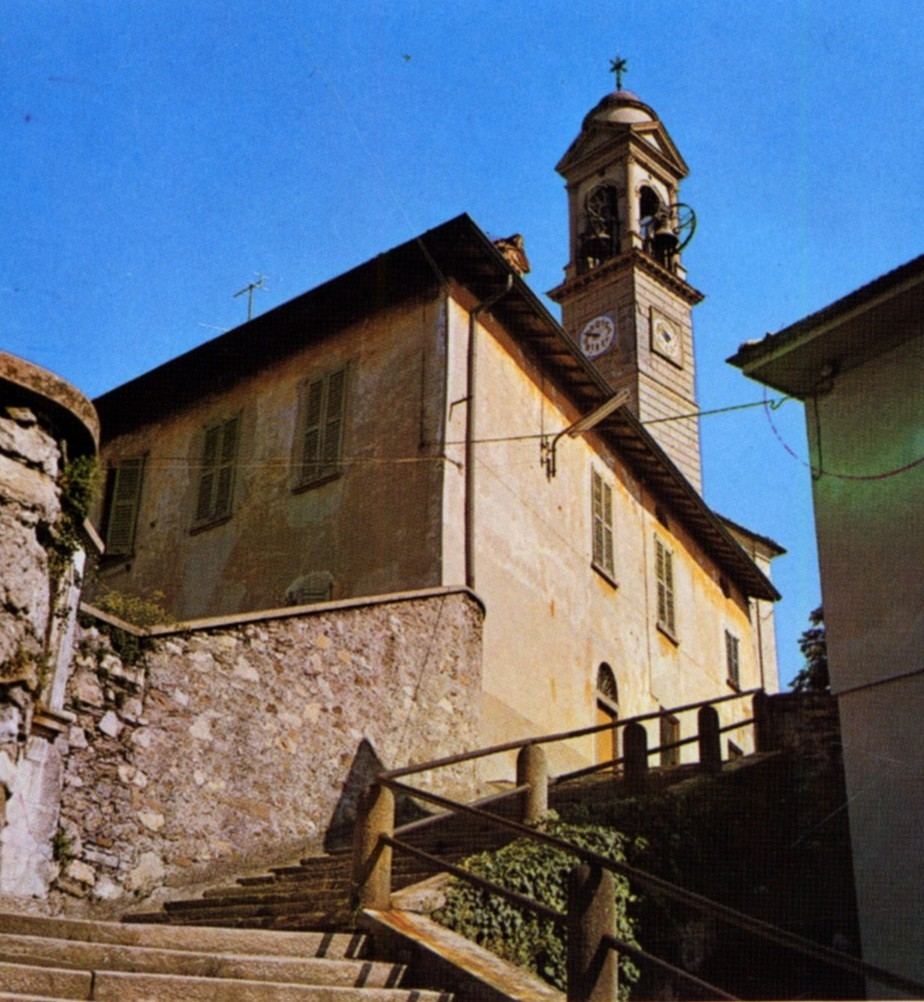
Parochiekerk van Molteno
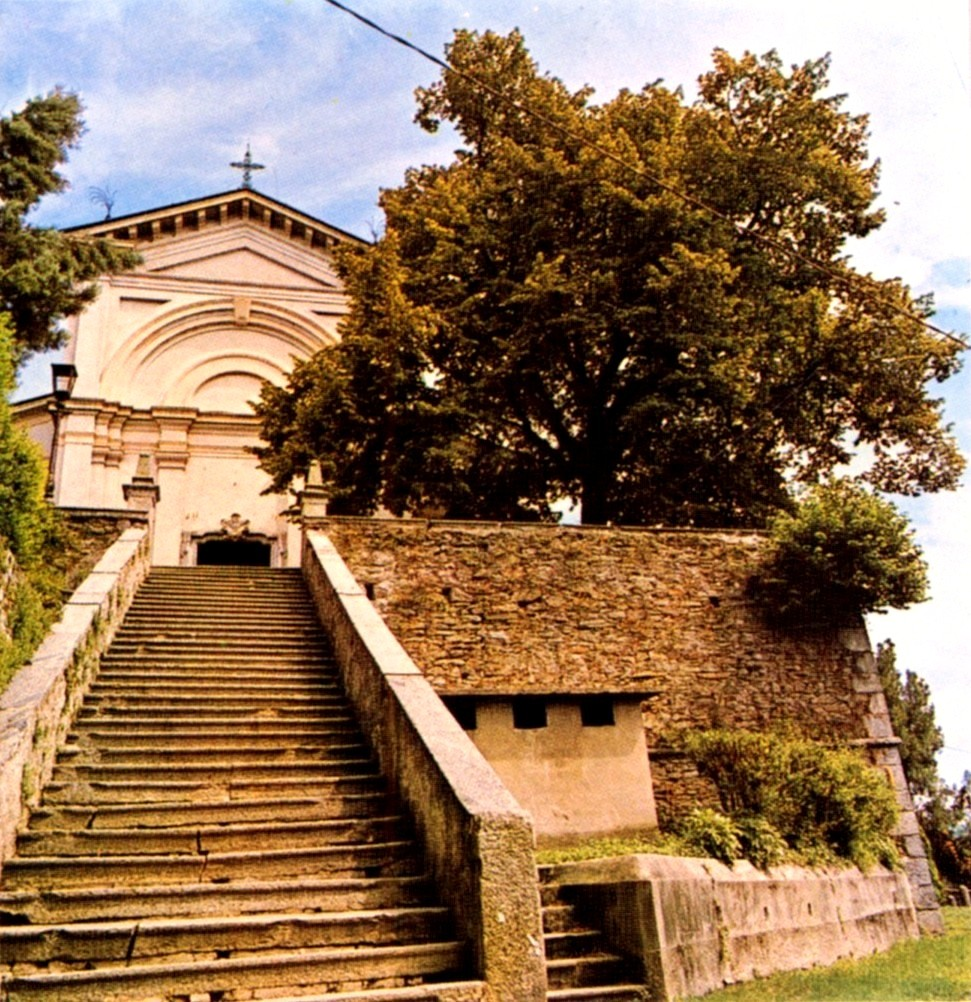
Parochiekerk van de achterzijde gezien

## Demografie
Molteno telt ongeveer 1197 huishoudens. Het aantal inwoners steeg in de periode 1991-2001 met 11,7% volgens cijfers uit de tienjaarlijkse volkstellingen van ISTAT.
| Jaar | Inwoneraantal |
| ---- | ------------- |
| 1991 | 2769          |
| 2001 | 3094          |

## Geografie
Molteno grenst aan de volgende gemeenten: Annone di Brianza, Bosisio Parini, Costa Masnaga, Garbagnate Monastero, Oggiono, Rogeno, Sirone.